# Land of the Free
Land of the Free – czwarta studyjna płyta zespołu Gamma Ray i pierwsza od czasu odejścia Ralfa Sheepersa, po którym to Kai Hansen przejął wokal. Została wydana ponownie w 2003.
Utwór Afterlife napisany został dla Ingo Schwichtenberga, jednego z założycieli Helloween, który popełnił samobójstwo 8 marca 1995, tuż przed wydaniem płyty.
Część sola gitarowego w piosence All of the Damned to cytat muzyczny z piosenki Hotel California zespołu The Eagles.

## Lista utworów
1. Rebellion in Dreamland (Hansen) – 8:44
2. Man on a Mission (Hansen) – 5:49
3. Fairytale (Hansen) – 0:50
4. All of the Damned (Hansen) – 5:00
5. Rising of the Damned (Hansen) – 0:43
6. Gods of Deliverance (Rubach/Hansen) – 5:01
7. Farewell (Schlächter) – 5:11
8. Salvation's Calling (Rubach) – 4:36
9. Land of the Free (Hansen) – 4:38
10. The Saviour (Hansen) – 0:40
11. Abyss of the Void (Hansen) – 6:04
12. Time to Break Free (Hansen) – 4:40
13. Afterlife (Rubach/Hansen) – 4:46

### 2003 Bonus Tracks
1. Heavy Metal Mania (Mortimer) – 4:49 (cover zespołu Holocaust)
2. As Time Goes By (Hansen/Sielck) – 4:53 (wersja przedprodukcyjna)
3. The Silence '95 (Hansen) – 6:29

## Skład zespołu
- Kai Hansen – gitara, wokal
- Dirk Schlächter – gitara
- Jan Rubach – gitara basowa
- Thomas Nack – perkusja

### Goście
- Sascha Paeth – instrumenty klawiszowe
- Hansi Kürsch – wokal w utworze Farewell
- Michael Kiske – wokal w utworze Time to Break Free